# Oblath Gábor
Oblath Gábor (Budapest, 1952. március 12. – ) közgazdász. MTA KRTK KTI tudományos főmunkatársa.
1975-ben diplomázott a Marx Károly Közgazdaságtudományi Egyetemen. 1995-ben megszerezte a kandidátusi fokozatot.
1975-től a Konjunktúra- és Piackutató Intézet munkatársa, kutatási főosztályvezető, majd kutatási igazgató, 2000-2002 között a Kopint-Datorg IT elnöke volt. Munkatárs volt a Helsinki School of Economics-on, a Brookings Institution-ban és a Finn Nemzeti Bankban.
1994-ben az ENSZ genfi Európai Gazdasági Bizottsága Elemzési és Előrejelzési Főosztályának munkatársa, 1996 és 1998 között a CEU Közgazdasági Tanszékének oktatója volt.
2001-2009 között a Magyar Nemzeti Bank Monetáris Tanácsának, majd a Költségvetési Tanácsnak volt tagja.
2011 óta az ELTE TÁTK Közgazdaságtudományi Tanszékének tudományos főmunkatársa. Az MTA választott (nem akadémikus) tagja.

## Család
Apja Oblath György, közgazdász, testvére Oblath Péter, filmrendező volt.

### Az elmúlt években megjelent, online elérhető szakmai publikációk
- Neményi Judit – Oblath Gábor: Az euró bevezetésének újragondolása. Közgazdasági Szemle, 2012, június.
- Halpern László–Oblath Gábor: A gazdasági stagnálás „színe” és fonákja. Közgazdasági Szemle, 2014 július-augusztus.
- Gazdasági átalakulás, nekilendülés és elakadás. Magyarország makrogazdasági konvergenciája az Európai Unió fejlett térségéhez az 1990-es évek elejétől 2013-ig. In: Kolosi Tamás – Tóth István György: Társadalmi Riport 2014. TÁRKI, Budapest.
- Felzárkóztak az árak és lemaradtak a bérek? Tévhitek, tények és közgazdasági összefüggések. Statisztikai Szemle, 2014, 8-9.
- Működőtőke-áramlás, újrabefektetett jövedelem és a nettó külföldi vagyon változása Magyarországon: statisztikai adatok, módszertani kérdések és értelmezési buktatók. Statisztikai Szemle, 2016, 8-9.
- Economic policy and macroeconomic developments in Hungary, 2010–2015

### Videók
- https://www.youtube.com/watch?v=eggUExjXn6g
- https://www.youtube.com/watch?v=7JUAp2ZP5Ng

## Díjak
- Káldor-díj
- Fényes Elek díj